# Kan Irie
Kan Irie (japanisch 入江 観 Irie Kan; geboren 14. Februar 1935 in der Gemeinde Nikkō (日光町)  (Präfektur Tochigi)) ist ein japanischer Maler im Yōga-Stil.

## Leben und Wirken
Kan Irie studierte in der Abteilung für Westliche Malerei an der Universität der Künste Tokio. Bereits 1956, noch während seines Studiums, wurde ein Bild von ihm auf der jährlichen Ausstellungsreihe der „Shun’yōkai“ angenommen. 1957 schloss er seine Ausbildung ab.
Irie stellte auch weiter bei der Shun’yōkai aus. 1960 wurde er auf der 37. Ausstellung mit dem Preis der  Shun’yōkai ausgezeichnet. 1962 ging er mit finanzieller Unterstützung der französischen Regierung zur Weiterbildung nach Frankreich und bildete sich in Paris an der „École nationale supérieure des beaux-arts de Paris“ unter Maurice Brianchon weiter. 1963 reiste er durch Europa und konnte in Paris bei der „Société du Salon d’Automne“ Bilder zeigen.
1964 wurde Irie Mitglied der Shun’yōkai. 1968 wurde er eingeladen, auf der Ausstellungsreihe „Kokusai keizō ten“ (国際形象展) Bilder zu zeigen, was er dann jährlich bis 1986 tat. 1980 reiste er mit Nakagawa Kazumasa nach Europa, um Bildmaterial zu sammeln. 1981 besuchte er Taipeh und das dortige Nationale Palastmuseum.
1984 wurde Irie der erste Sekretär der neugeschaffenen Position der Shun’yōkai und beratendes Mitglied der „Nippaku Bijutsu Remmei“ (日伯美術連盟), der „Liga für Japanisch-brasilianische Kunst“. 1985 wurde er Professor an der „Joshi bijutsu tanki daigaku“ (女子美術短期大学), einer Kunsthochschule für Frauen mit Abschluss nach zwei Jahren. 1989 reist er nach Brasilien und sammelte dort Bildmaterial. 1991 beteiligte er sich an der Ausstellung „Nihon gendi kaiga ten“ (日本現代絵画展) im Palastmuseum von Taipeh.
1996 erhielt Irie den 14. Miyamoto-Saburō-Gedächtnispreis (宮本三郎記念賞). 2001 wurde er von seiner Universität als Meiyo Kyōju verabschiedet.
Iries Werk ist gekennzeichnet durch die Beschäftigung mit  Waldmotiven, nur gelegentlich sieht man sandige Uferlandschaften am Meer. Kommen Personen vor, so sind sie winzig klein in der Weite der Natur dargestellt.